# Видрицька сільська рада
Видрицька сільська рада (біл. Выдрыцкі сельсавет) — колишня адміністративно-територіальна одиниця в складі Крупського району, Мінської області Білорусі. Адміністративним центром було село Видриця.
Видрицька сільська рада знаходилася на межі центральної Білорусі, у східній частині Мінської області орієнтовне розташування — супутникові знимки [Архівовано 25 серпня 2011 у WebCite], південніше від Крупок.
Рішенням Мінської обласної ради депутатів від 30 жовтня 2009 року щодо змін адміністративно-територіального устрою Мінської області, сільську раду було ліквідовано.
До складу сільради входили 4 населені пункти:
- Велике Городно • Видриця • Мале Городно • Прудок.